# ジャコモ・プレスティーア

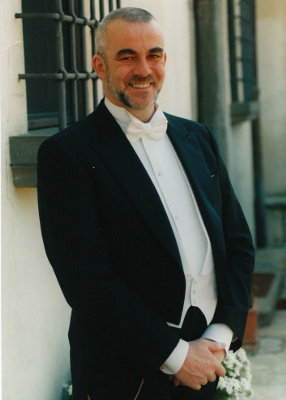
ジャコモ・プレスティーア

ジャコモ・プレスティーア（Giacomo Prestia、1960年8月16日 - ）は、イタリアのバス歌手。

## 来歴
フィレンツェ生まれ。セルジオ・カトーニ（Sergio Catoni）に師事。イタリア・ブッセート市の“Concorso Internazionale Voci Verdiane”やアメリカ・フィラデルフィア市の“Concorso Luciano Pavarotti”など国際コンクールで優勝。
1991年にヴェルディの「アルツィーラ」でデビュー。現在主人公としてスカラ座、フィレンツェ市立劇場のフィレンツェ五月音楽祭、パリ・オペラ座、ウィーン国立歌劇場、スイスのチューリッヒ歌劇場、マドリードのテアトロ・レアル、バルセロナのリセウ大劇場、ベルリン国立歌劇場、ブエノスアイレスのコロン劇場、ボローニャ市立劇場、ナポリのサンカルロ劇場、パルマ王立劇場などで活躍中。クラウディオ・アバド、 ズービン・メータ、リッカルド・ムーティ、ジョルジュ・プレートル、ダニエレ・ガッティ、ニコラ・ルイゾッティなどの指揮者と共演している。

## レパートリー
- ルートヴィヒ・ヴァン・ベートーヴェン
  - ミサ・ソレムニス
- ヴィンチェンツォ・ベッリーニ
  - 清教徒
  - 夢遊病の女
- ドニゼッティ
  - ラ・ファヴォリート
  - オリーヴォとパスクワーレ
  - ドン・パスクワーレ
- グノー
  - ファウスト
- マスネ
  - ドン・キショット
- マイアベーア
  - ユグノー教徒
- ポンキエッリ
  - ラ・ジョコンダ
- ロッシーニ
  - セビリアの理髪師
  - スターバト・マーテル
- ヴェルディ
  - アイーダ
  - アッティラ
  - ドン・カルロ
  - エルナーニ
  - 運命の力
  - 十字軍のロンバルディア人
  - マクベス
  - 群盗
  - レクイエム
  - シモン・ボッカネグラ
  - シチリアの晩鐘